# Цибулівка (Люблінське воєводство)
Цибулівка (пол. Cybulówka) — частина села Озерня у Польщі, в Люблінському воєводстві Томашівського повіту, ґміни Томашів.

## Історія
Первісним населенням Цибулівці були русини-українці, які компактно проживали на своїх історичних землях. 